# Edward Hughes (Royal Navy)
Edward Hughes (v. 1720-1794) est un officier de marine britannique du XVIIIe siècle. Il sert pendant la guerre de l'oreille de Jenkins, la guerre de Succession d'Espagne, la guerre de Sept Ans et la guerre d'indépendance des États-Unis et termine sa carrière au grade d'amiral de la Royal Navy.

## Biographie
Hughes s’engage dans la Royal Navy en 1735, et quatre ans plus tard il participe à la prise de Portobelo, Panama. En 1740, il est promu lieutenant de vaisseau et prend part à l’expédition de Carthagène des Indes en 1741, et à la bataille du cap Sicié en 1744. À bord du HMS Warwick, il participe à l’attaque du Glorioso, mais sans l’appui du Lark, qui naviguait à côté du Warwick, l’ennemi s’enfuit. Le commandant du Lark est mis à l’épreuve et condamné pour sa conduite, et Hughes reçoit le commandement vacant.
Pendant la guerre de Sept Ans, il est au siège de Louisbourg en 1758 à bord du HMS Somerset, 64 canons, sous les ordres d'Edward Boscawen et à la bataille des plaines d'Abraham l'année suivante sous les ordres de Charles Saunders.
Chef d’escadre dans les Indes orientales de 1773 à 1777, mais il ne tarde pas à retourner aux Indes comme contre-amiral avec une force navale très importante. Durant cette expédition, il prend l’île de Gorée aux Français, mais est contraint de ne mener que des opérations mineures pendant deux ans, car l’ennemi est dans l’impossibilité de rassembler suffisamment de force pour affronter la puissante escadre de Hughes.
En 1782, il arrive à Trinquemalay quelques jours après Suffren. L’année suivante, les eaux indiennes sont la scène d’une des plus fameuses campagnes. Suffren était sans doute le capitaine le plus habile que la France ait jamais eu, mais ses subordonnés étaient séditieux et inexpérimentés ; Hughes au contraire, dont le savoir-faire était le fruit d’une longue expérience plus que le génie, était bien secondé. Pas moins de cinq actions féroces et disputées furent livrées par les deux flottes. Le dernier combat, en 1783, est clairement une défaite britannique, mais la signature de la paix en Europe ne permet pas aux Français de profiter de cette victoire.
Après la paix, il retourne en Angleterre, et malgré les promotions, il ne reprend pas de commandement. Il a accumulé une fortune considérable durant ses campagnes des Indes, dont il dépense la plus grande partie sans ostentation dans la charité. Il meurt à Luxborough (Essex) en 1794.